# Oppikon
Oppikon ist eine ehemalige Ortsgemeinde und eine Ortschaft der Gemeinde Bussnang des Bezirks Weinfelden des Kantons Thurgau in der Schweiz.
Von 1803 bis 1995 gehörte die Ortsgemeinde Oppikon zur Munizipalgemeinde Bussnang. Sie bestand aus den abseits gelegenen Weilern Unter- und Oberoppikon, Eppenstein und Schmidshof. Am 1. Januar 1996 fusionierte die ehemalige Ortsgemeinde Oppikon im Rahmen der Thurgauer Gemeindereform zur politischen Gemeinde Bussnang.

## Geschichte
Oppikon wurde 1352 erstmals als Oppikon erwähnt. Das 822 (?), 827 und 830 (?) erwähnte Uuirinchoua wird von der Forschung mit dem späteren Schmidshof identifiziert.

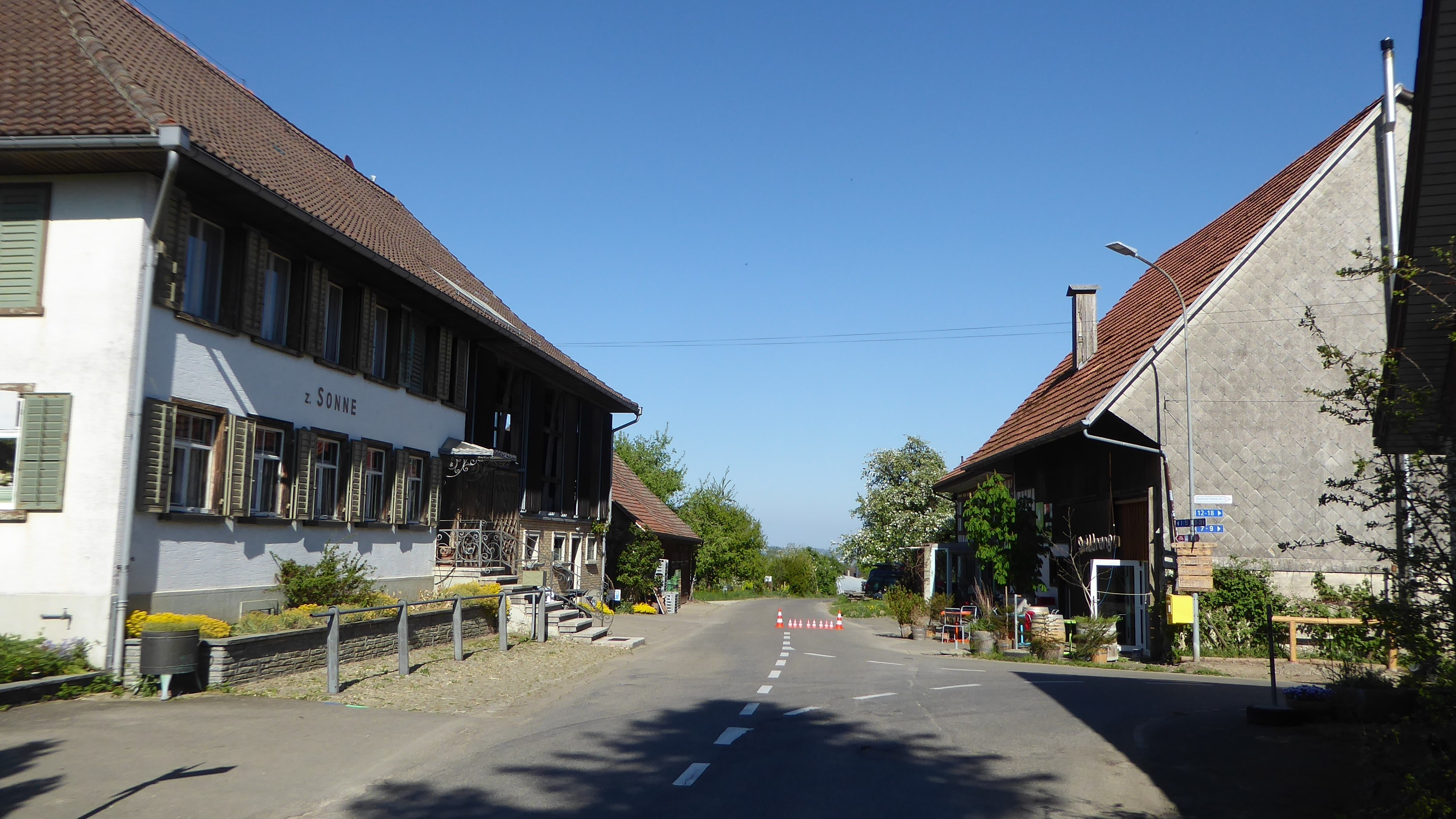
Oberoppikon

Im Hochmittelalter lag das Gebiet im Einflussbereich der Freiherren von Bussnang und Griesenberg. Das Burgsäss der 1324 urkundlich erwähnten Herren von Eppenstein wurde 1407 von den Appenzellern zerstört. Oberoppikon und Eppenstein gehörten ab 1435 zur Herrschaft Weinfelden bzw. zum Niedergericht Bussnang-Rothenhausen. Der kleinere Teil von Unteroppikon war Teil der Herrschaft Griesenberg, der grössere ein sogenanntes Hohes Gericht, unterstand also für hohe und niedere Gerichtsbarkeit dem eidgenössischen Landvogt im Thurgau. Schmidshof gehörte bis 1798 zur Herrschaft Tobel, 1798 bis 1803 zusammen mit Oberoppikon zur Munizipalgemeinde Zezikon und von 1803 bis 1862 zur Ortsgemeinde Zezikon bzw. zur Munizipalgemeinde Affeltrangen.
Kirchlich teilte das Gebiet stets das Schicksal Bussnangs.
Die Weiler haben noch heute weitgehend bäuerlichen Charakter.

## Wappen

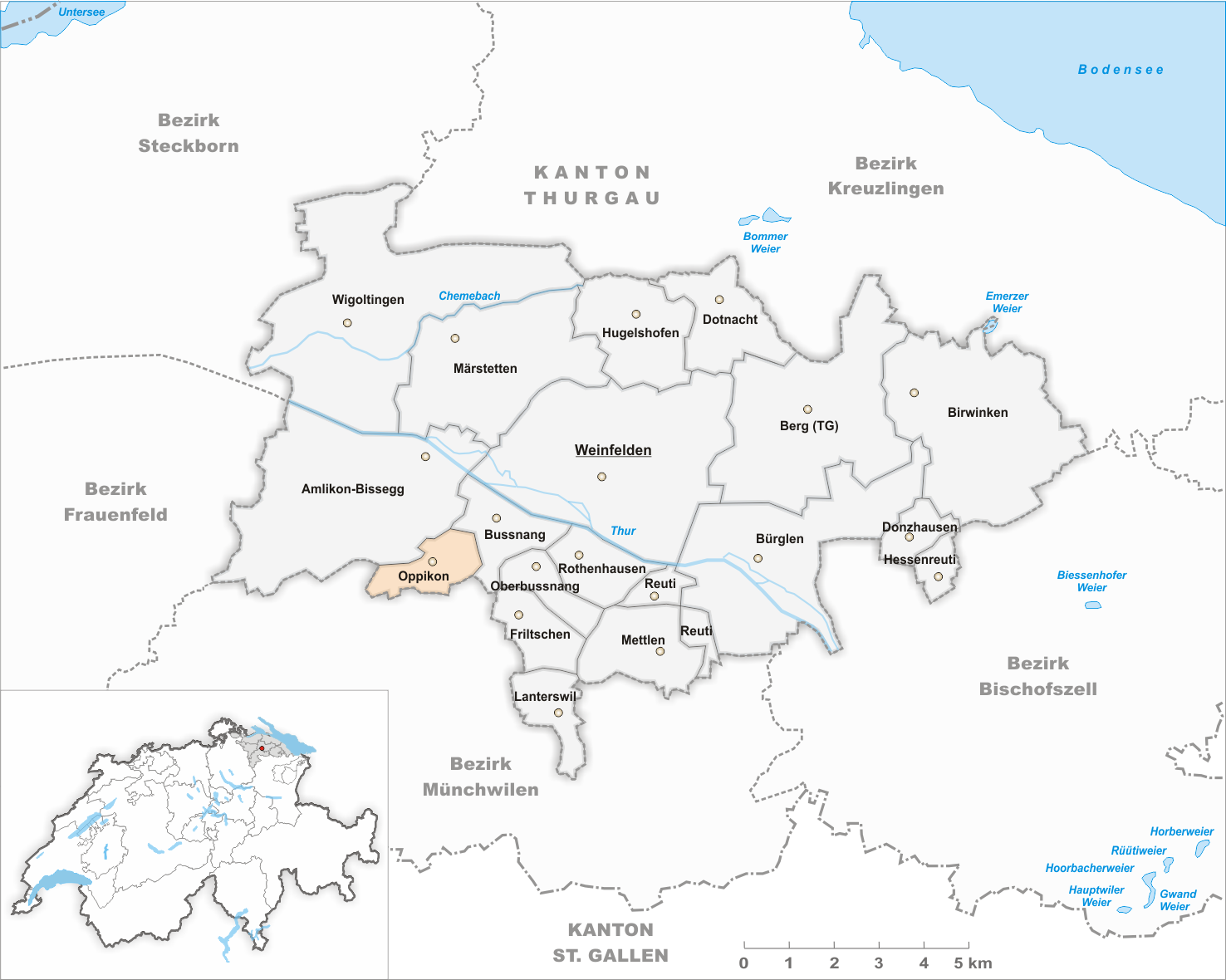
Gemeindestand vor der Fusion im Jahr 1996

Blasonierung: In Rot ein weisser Widderrumpf.
Das Wappen stammt vom ausgestorbenen Geschlecht der Herren von Eppenstein.

## Bevölkerung
| Jahr         | 1850  | 1900  | 1950  | 1990  | 2000  | 2010  | 2018  | 2023  |
| Ortsgemeinde | 128   | 194   | 177   | 142   |       |       |       |       |
| Oberoppikon  |       |       |       |       | 34    | 30    | 128   | 162   |
| Unteroppikon |       |       |       |       | 66    | 71    | 128   | 162   |
| Schmidshof   |       |       |       |       | 54    | 51    | 47    | 45    |
| Quelle       | [ 2 ] | [ 2 ] | [ 2 ] | [ 2 ] | [ 5 ] | [ 6 ] | [ 3 ] | [ 7 ] |

Von den insgesamt 162 Einwohnern der Ortschaft Oppikon am 31. Dezember 2023 waren 24 bzw. 14,8 % ausländische Staatsbürger. 61 (37,7 %) waren evangelisch-reformiert und 56 (34,6 %) römisch-katholisch.

## Verkehr

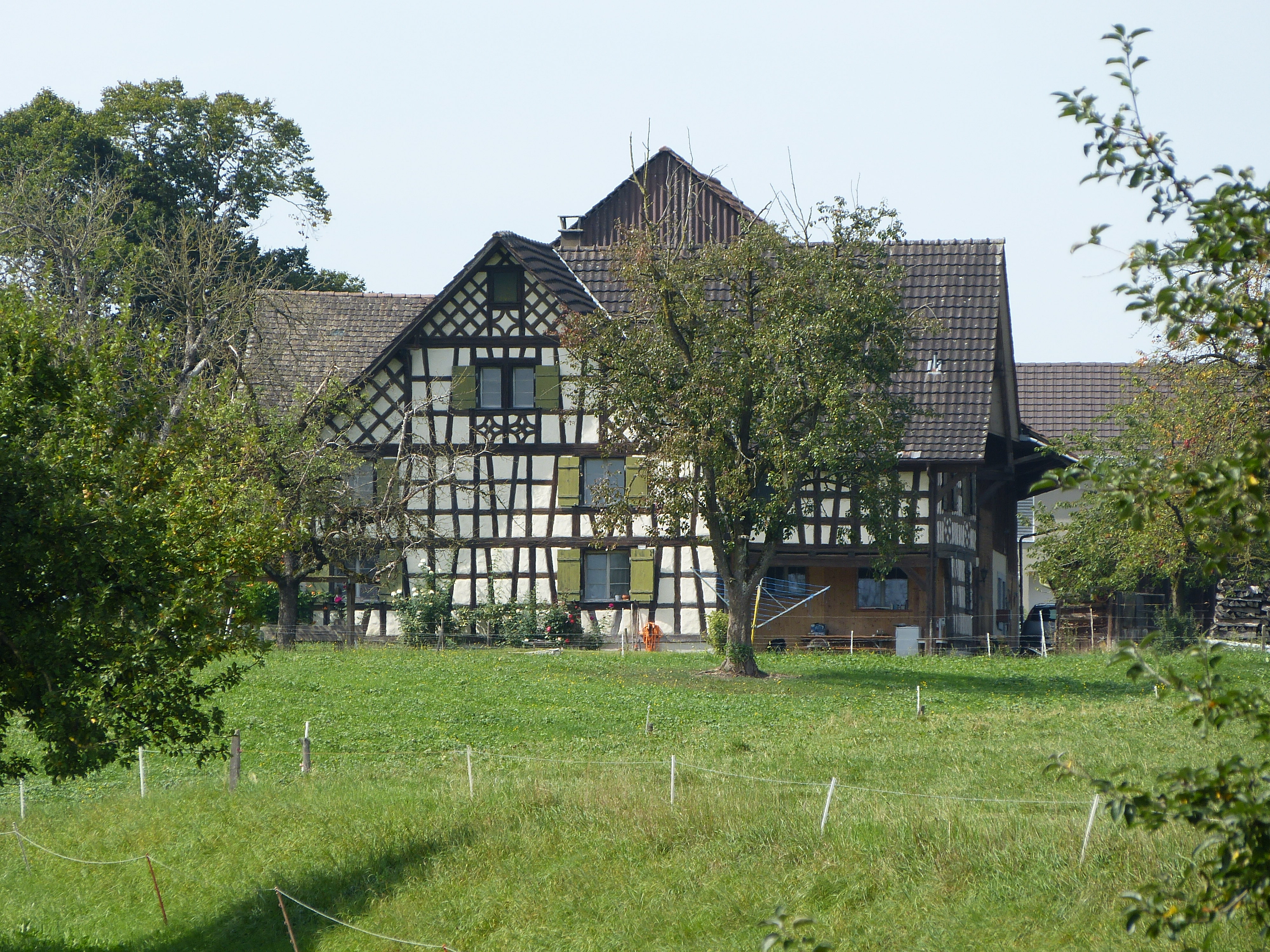
Bauernhaus in Oberoppikon 7

Oppikon hat einen Haltepunkt an der Bahnstrecke Weinfelden–Wil (SG).

## Sehenswürdigkeiten
Das Bauernhaus in Oberoppikon 7 und der Burgstock der ehemaligen Burg Eppenstein sind in der Liste der Kulturgüter in Bussnang aufgeführt.